# Valle de la Serena (kommunhuvudort)
Valle de la Serena är en kommunhuvudort i Spanien.   Den ligger i provinsen Provincia de Badajoz och regionen Extremadura, i den centrala delen av landet, 260 km sydväst om huvudstaden Madrid. Valle de la Serena ligger 437 meter över havet och antalet invånare är 1 472.
Terrängen runt Valle de la Serena är platt söderut, men norrut är den kuperad. Terrängen runt Valle de la Serena sluttar västerut. Runt Valle de la Serena är det glesbefolkat, med 19 invånare per kvadratkilometer. Närmaste större samhälle är Quintana de la Serena, 11,6 km öster om Valle de la Serena. Trakten runt Valle de la Serena består till största delen av jordbruksmark.